# Scandale Ōura

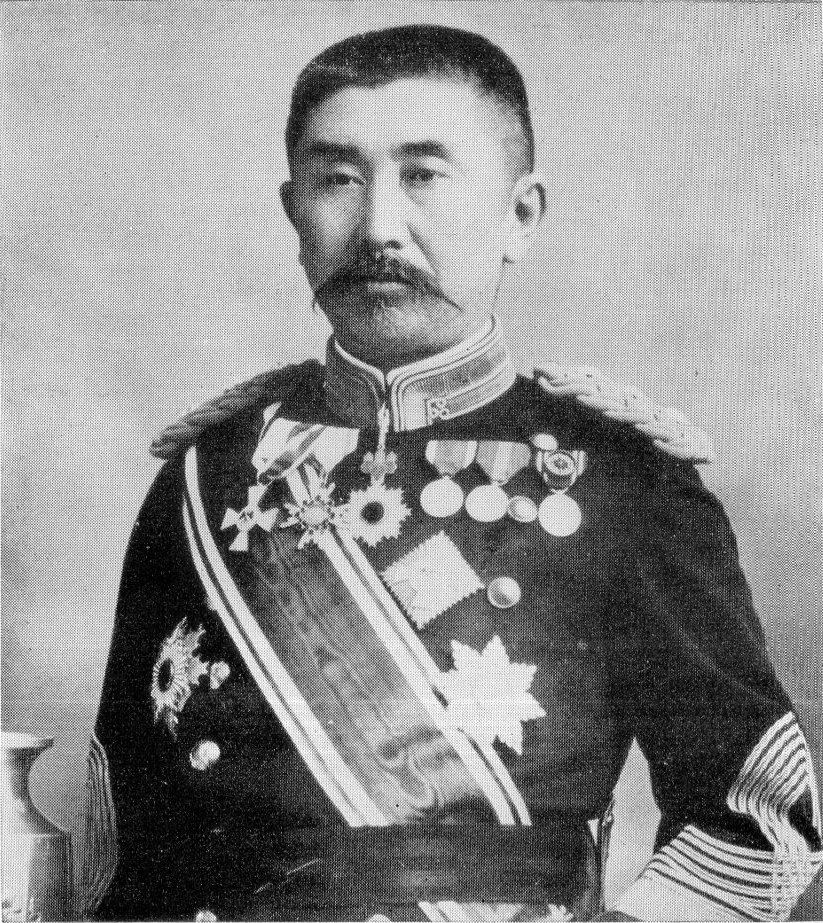
Ōura Kanetake

Le scandale Ōura (大浦事件, Ōura jiken, lit. « incident Ōura ») de 1915 est l'un des plus spectaculaires scandales politiques survenus au Japon durant les ères Meiji (1868-1912) et Taishō (1912-1927).

## Histoire
Après l'entrée du Japon dans la Première Guerre mondiale, le gouvernement du premier ministre Ōkuma Shigenobu rapporte à la chambre des représentants de la diète du Japon que les dépenses ont largement dépassé les prévisions et présente une demande de l'armée impériale japonaise pour augmenter les effectifs de 86 000 hommes supplémentaires - une demande qui avait déjà conduit à la chute du gouvernement de Saionji Kinmochi. Comme la chambre des représentants est alors contrôlée par des opposants d'Ōkuma, la demande est refusée. Ōkuma dissout ainsi la chambre et appelle à de nouvelles élections le 25 mars 1915.
Durant la campagne des élections japonaises de 1915, Ōkuma évite toute mention de fonds supplémentaires pour l'armée mais insiste sur le succès de sa politique étrangère en Chine (avec les Vingt et une demandes) et ailleurs, par opposition au parti du Rikken Seiyūkai, entaché par sa récente participation dans le scandale Siemens. Ōkuma gagne globalement les élections et l'opposition perd 90 sièges à la chambre. Bien qu'il n'y ait pas de majorité absolue pour Ōkuma, il peut alors sans difficulté passer des projets de lois sur les dépenses militaires et la politique en Chine. Cependant, quelques mois après les élections, Ōura Kanetake, le ministre japonais des Affaires intérieures, est accusé d'avoir reçu des fonds du Rikken Dōshikai dirigé par Hayashida Kametarō, secrétaire en chef de la chambre des représentants, pour acheter les membres indécis. Hayashida démissionne, est arrêté puis incarcéré. Le 29 juillet 1915, Ōura est forcé de démissionner mais n'est pas inquiété par la justice. Le gouvernement d'Ōkuma perd le soutien public et ses membres démissionnent en masse en octobre 1915. En 1916, après une longue dispute avec le genrō, Ōkuma démissionne également et se retire pour toujours de la vie politique.